# Liste der Baudenkmäler in Steinfeld (Unterfranken)
Auf dieser Seite sind die Baudenkmäler in der unterfränkischen Gemeinde Steinfeld zusammengestellt. Diese Tabelle ist eine Teilliste der Liste der Baudenkmäler in Bayern. Grundlage ist die Bayerische Denkmalliste, die auf Basis des Bayerischen Denkmalschutzgesetzes vom 1. Oktober 1973 erstmals erstellt wurde und seither durch das Bayerische Landesamt für Denkmalpflege geführt wird. Die folgenden Angaben ersetzen nicht die rechtsverbindliche Auskunft der Denkmalschutzbehörde.

## Baudenkmäler nach Ortsteilen

### Steinfeld
| Lage                        | Objekt                                                         | Beschreibung | Akten-Nr.     | Bild           |
| --------------------------- | -------------------------------------------------------------- | --- | ------------- | -------------- |
| Am Kirchplatz 11 (Standort) | Katholische Pfarrkirche Mariä Himmelfahrt und St. Bartholomäus | Saalkirche mit eingezogenem Rechteckchor und Walmdach sowie quadratischem Chorflankenturm mit steilem gedrehtem Spitzhelm, Putzfassade mit Maßwerkfenstern und vermauerten Grabplatten des 16./17. Jahrhundert, nachgotisch, bez. 1614, neugotische Erweiterung 1842; mit Ausstattung                         | D-6-77-186-1  | weitere Bilder |
| Am Kirchplatz 14 (Standort) | Nachgotisches Rosetten-Maßwerk                                 | am westlichen Giebel, frühes 17. Jh. | D-6-77-186-36 | BW             |
| Brauereistraße 1 (Standort) | Bauernhof                                                      | Bauernhaus, zweigeschossiger Krüppelwalmdachbau über hohem Kellersockel mit reichem Zierfachwerkobergeschoss in Ecklage, 17. Jahrhundert; Scheune, Satteldachbau mit Fachwerkgiebel Stallgebäude, zweigeschossiger Satteldachbau mit Fachwerkobergeschoss und Greddach                                        | D-6-77-186-2  | weitere Bilder |
| Eckersberg (Standort)       | Feldkreuz                                                      | Postament und hohes Kreuz mit abgefasten Kanten, Sandstein, bez. 1854 | D-6-77-186-7  | BW             |
| Grieß (Standort)            | Feldkreuz                                                      | Postament und hohes Kreuz mit abgefasten Kanten, Sandstein, bez. 1883 | D-6-77-186-12 | BW             |
| Karlstadter Bild (Standort) | Feldkreuz                                                      | Postament und hohes Kreuz mit abgefasten Kanten, Sandstein, bez. 1872 | D-6-77-186-6  | BW             |
| Pilz (Standort)             | Wegkreuz                                                       | hohes Kreuz mit Postament und abgefasten Kanten, Sandstein, bez. 1875 | D-6-77-186-11 | BW             |
| Rathausstraße 3 (Standort)  | Bauernhof                                                      | Bauernhaus, eingeschossiges giebelständiges Fachwerkhaus mit Krüppelwalmdach über Kellersockel, 18. Jahrhundert; Hoftor, Mauerstück mit profilierter Holzkonstruktion für das Tor und Fußgängerpforte mit Sandsteinrahmung sowie vermauertem Bildstockaufsatz mit Kreuzbekrönung, Sandstein, beides bez. 1762 | D-6-77-186-4  | weitere Bilder |
| Rithmannsgarten (Standort)  | Bildstock                                                      | diamantiertes Postament mit Säule und rundbogigem Nischenaufsatz mit Kreuzreliefs und Kreuzbekrönung, Sandstein, bez.1699. | D-6-77-186-8  | BW             |
| Schulstraße 2 (Standort)    | Sankt-Nepomuk-Statue                                           | Inschriftsockel mit Sankt Nepomuk-Figur auf geschweiftem Postament, Sandstein, Rokoko, bez. 1746 | D-6-77-186-3  | weitere Bilder |
| Würzburger Bild (Standort)  | Bildstock                                                      | reliefiertes Postament mit Säule und vierseitigem Nischenaufsatz mit vierseitiger Kreuzbekrönung, Sandstein, bez. 1698 | D-6-77-186-9  | weitere Bilder |

### Hausen
| Lage                         | Objekt                                | Beschreibung | Akten-Nr.     | Bild           |
| ---------------------------- | ------------------------------------- | --- | ------------- | -------------- |
| Kirchgasse 17 (Standort)     | Katholische Filialkirche St. Cyriakus | Saalkirche mit Satteldach und eingezogenem Chor sowie schwach vortretendem Fassadenturm mit steilem Pyramidendach, Putzfassade mit Sandsteingliederungen, klassizistisch, 1815–1817, neoklassizistische Turmerhöhung 1879; mit Ausstattung | D-6-77-186-14 | weitere Bilder |
| Obermühle (Standort)         | Wegkapelle                            | einfacher Bau mit rundbogigem Sandsteinportal und Satteldach, bez. 1878, versetzt | D-6-77-186-15 | BW             |
| Staatsstraße 2437 (Standort) | Bildstock                             | Inschriftpostament mit Pfeiler und rundbogigem Reliefaufsatz mit Pieta sowie rückwärtigem Kreuzrelief, Sandstein, bez. 1726 | D-6-77-186-10 | BW             |

### Waldzell
| Lage                                             | Objekt                                              | Beschreibung | Akten-Nr.     | Bild           |
| ------------------------------------------------ | --------------------------------------------------- | --- | ------------- | -------------- |
| Bergstraße 2 (Standort)                          | Friedhofskreuz                                      | Inschriftsockel mit Kruzifix, Sandstein, barock, bez. 1725 | D-6-77-186-19 | BW             |
| Buchenwiesen (Standort)                          | Bildstock                                           | Inschriftpfeiler mit rundbogigem Reliefaufsatz 'Kruzifix', Sandstein, bez. 1728                                                                                          | D-6-77-186-21 | BW             |
| Friedhofstraße (Standort)                        | Bildstock                                           | Tischsockel mit abgefastem Pfeiler und Tonnendach-Nischenaufsatz mit Kreuzbekrönung, 17. Jahrhundert, Tischsockel bez. 1868                                              | D-6-77-186-20 | BW             |
| Gertraudenkapelle (Standort)                     | Katholische Sankt Gertrauden-Kapelle                | kleiner Satteldachbau mit Sandsteinrahmungen, 1741/42 über einer Quelle errichtet, hölzerne Vorlaube und Dachreiter mit Pyramidendach 1849/50, erneuert; mit Ausstattung | D-6-77-186-32 | weitere Bilder |
| Gertraudenkapelle (Standort)                     | Bildstock                                           | Postament mit abgefastem Pfeiler und Kreuzdach-Nischenaufsatz, Sandstein, bez. 1615                                                                                      | D-6-77-186-31 | BW             |
| Häselberg (Standort)                             | Bildstock                                           | Postament mit abgefastem Pfeiler und Satteldachaufsatz mit Blendmaßwerk, Sandstein, neugotisch, bez. 1856                                                                | D-6-77-186-25 | BW             |
| Häselberg (Standort)                             | Sühnekreuz                                          | Kreuz mit Inschrift, Sandstein, bez. 1705 | D-6-77-186-26 | BW             |
| Hauptstraße 16 (Standort)                        | Ehemalige Kaplanhaus                                | Aufgesockelter, eingeschossiger Sichtziegelbau mit Satteldach und Zwerchhaus, 1898                                                                                       | D-6-77-186-34 | BW             |
| Hauptstraße 18 (Standort)                        | Katholische Kuratie-Kirche Sankt Vitus              | Saalkirche mit eingezogenem 5/8-Chor und schlankem Fassadenturm mit Spitzhelm, Sandsteinquadermauerwerk mit Maßwerkfenstern, neugotisch, Johann Schönmann, 1847–54       | D-6-77-186-16 | BW             |
| Hauptstraße 20 (Standort)                        | Ehemaliges Klostergut des Klosters Neustadt am Main | Wohnhaus, zweigeschossiger Halbwalmdachbau, Putzmauerwerk mit Sandsteinrahmungen, um 1707, 1707, später umgebaut                                                         | D-6-77-186-17 | BW             |
| Hauptstraße 20 (Standort)                        | Ehemaliges Klostergut des Klosters Neustadt am Main | Scheune, Hausteinbau mit Satteldach und vermauertem Wappenrelief, Sandstein, bez. 1707, später umgebaut                                                                  | D-6-77-186-17 | BW             |
| Lange Hecke (Standort)                           | Bildstock                                           | Postament mit abgefastem Pfeiler und Satteldachaufsatz mit Blendmaßwerk, Sandstein, neugotisch, bez. 1852                                                                | D-6-77-186-22 | BW             |
| Lohrer Straße 2; Steinfelder Straße 1 (Standort) | Bildstock                                           | 16./17. Jahrhundert | D-6-77-186-18 | BW             |
| Mühlellern; Wacholderbusch (Standort)            | Bildstock                                           | Postament und Pfeiler mit abgefasten Kanten sowie vierseitigem Satteldachaufsatz mit Maßwerkblende, Sandstein, neugotisch, bez. 1856                                     | D-6-77-186-29 | BW             |
| Stück (Standort)                                 | Bildstock                                           | Postament mit abgefastem Pfeiler und Satteldachaufsatz mit Blendmaßwerk, Sandstein, neugotisch, bez. 1852                                                                | D-6-77-186-23 | BW             |
| Urspringer Weg ()                                | Bildstock                                           | 1544 nicht nachqualifiziert, im Bayerischen Denkmal-Atlas nicht kartiert                                                                                                 | D-6-77-186-24 |                |
| Hoher Schlag (Standort)                          | Mariengrotte                                        | große Rundbogennische aus rustizierten Sandsteinquadern mit Kreuzbekrönung und Lourdesmadonna, bez.1887, erneuert                                                        | D-6-77-186-28 | BW             |
| Hoher Schlag (Standort)                          | Bildstock                                           | Postament mit Pfeiler und Volutenpilaster sowie rundbogigem Nischenaufsatz mit Muschel, Sandstein, bez. 1822                                                             | D-6-77-186-13 | BW             |
| Sommerleite-Hart (Standort)                      | Bildstock                                           | Postament mit abgefastem Pfeiler und Kreuztonnendach-Nischenaufsatz, Sandstein, bez. 1619                                                                                | D-6-77-186-27 | BW             |
| Wacholderbusch; Sommerleite, Abt. 4 W ()         | Bildstock                                           | nicht nachqualifiziert, im Bayerischen Denkmal-Atlas nicht kartiert | D-6-77-186-30 |                |